# (300207) 2006 WB137
(300207) 2006 WB137 es un asteroide perteneciente al cinturón de asteroides, región del sistema solar que se encuentra entre las órbitas de Marte y Júpiter, descubierto el 19 de noviembre de 2006 por el equipo del Catalina Sky Survey desde el Catalina Sky Survey, Arizona, Estados Unidos.

## Designación y nombre
Designado provisionalmente como 2006 WB137. 

## Características orbitales
2006 WB137 está situado a una distancia media del Sol de 3,102 ua, pudiendo alejarse hasta 3,220 ua y acercarse hasta 2,984 ua. Su excentricidad es 0,037 y la inclinación orbital 13,39 grados. Emplea 1996,21 días en completar una órbita alrededor del Sol.

## Características físicas
La magnitud absoluta de 2006 WB137 es 15,5. 